# Bothriembryon leeuwinensis
Bothriembryon leeuwinensis är en snäckart som först beskrevs av Smith 1894.  Bothriembryon leeuwinensis ingår i släktet Bothriembryon och familjen Bulimulidae. Inga underarter finns listade i Catalogue of Life.